# Croton rufoargenteus
Croton rufoargenteus är en törelväxtart som beskrevs av Johannes Müller Argoviensis. Croton rufoargenteus ingår i släktet Croton och familjen törelväxter. Inga underarter finns listade i Catalogue of Life.